# Dwaejiga umul-e ppajin nal
Dwaejiga umul-e ppajin nal (돼지가 우물에 빠진 날) è un film prodotto in Corea del Sud nel 1996, diretto da Hong Sang-soo. Questo film segna il debutto dell'attore Song Kang-ho.

## Trama
Il film presenta quattro personaggi in racconti separati ma intrecciati. Nel primo, lo scrittore Hyo-Sub si trova nella difficoltà di terminare il suo romanzo e di destreggiarsi in due relazioni sentimentali - una con la giovane Jae-Min, e l'altra con una donna sposata, Po-Kyung. Oltre a questo, la sua aggressività esplode a causa delle sue frustrazioni, che ne comporta l'alienazione dai suoi amici. Nel successivo racconto, ci si trova di fronte a Dong-Woo, un uomo d'affari che lascia la città per una riunione che non trova mai compimento. Invece, cerca di riempire la sua solitudine con dell'intimità fisica. Infine, si apprende molto di più su Jae-Min, che trae sostentamento svolgendo i lavori più umili. Perde la testa per Hyo-Sub, anche se la tratta come uno straccio. D'altro canto egli sostiene di essere innamorato di Po-Kyung, che è pure pronta a fuggire insieme a lui. Tuttavia, dopo essersi accorta che Hyo-Sub si vede con un'altra donna, Po-Kyung comincia a vagare per la città, esaminando la mancanza di un approdo nella sua vita.